# Abutilon xanti
Abutilon xanti är en malvaväxtart som beskrevs av A. Gray.. Abutilon xanti ingår i släktet klockmalvor, och familjen malvaväxter. Inga underarter finns listade i Catalogue of Life.